# 西山英彦
西山 英彦（にしやま ひでひこ、1956年12月29日 – ）は日本の元通産官僚、経産官僚。学位はLL.M.（法学修士、ハーバード大学（1984年））。
資源エネルギー庁電力・ガス事業部長、経済産業省大臣官房審議官(通商政策局担当)、環境省福島除染推進チーム次長（経済産業事務官と併任）などを歴任し、退官後は矢崎総業株式会社企画室主査、同社監査部主査を経て、矢崎ブラジル有限会社副社長。

## 経歴・人物
1956年12月29日生まれ。神奈川県出身。
1975年に東京教育大学附属高等学校（現・筑波大学附属高等学校）を卒業後、1980年に東京大学法学部を卒業し、同年4月に通商産業省（現・経済産業省）入省。 同期入省に立岡恒良（経済産業事務次官）、石黒憲彦（経済産業審議官）、古賀茂明など。趣味はクラリネット演奏。

### 福島第一原子力発電所事故対応

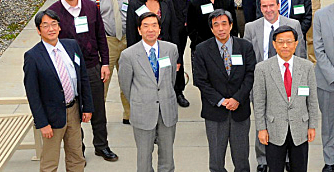
2012年、除染等に関する日米ワークショップにて環境省の職員らと

2011年3月発生した東日本大震災に伴う、福島第一原子力発電所事故の原子力安全・保安院記者会見にスポークスマンとして6月末までほぼ連日のように記者会見を行い、その姿が全国に放映された。
事故直後3月12日午後には、担当者の原子力安全・保安院の中村幸一郎審議官(原子力安全基盤担当)が記者会見を行っていたが、「（1号機の）炉心の中の燃料が溶けているとみてよい」との発言内容を官邸側が問題視した。翌13日午前5時の会見では、根井寿規審議官(原子力安全担当、核燃料サイクル担当)が担当したが、震災発生から一睡もしないまま臨んだ最初の会見で「（会見を）やりたかないんですけれども、（中略）幹部からの指示で私が会見させていただきます」などと発言したことが問題視され即座に交代させられた。そこで、西山が経済産業省の審議官級では数少ない保安院経験者であること、経済産業省の報道室長を歴任したことなどから、広報担当として同日午後から会見した。当初は記者の質問に即答できず、はにかみながら資料をめくり苦慮する姿が印象的であったが、次第に場慣れして広報担当者として円滑にこなしたと、週刊現代は評している。
震災事故直前までは経済産業省大臣官房審議官（通商政策局担当）を勤めており、基本的には通商畑のキャリアを歩んできたが、資源エネルギー庁電力・ガス事業部長や原子力安全・保安院 企画調整課長を歴任しており、原発などエネルギー問題とも無縁ではなかった。
2011年6月23日発売の週刊新潮において、経産省職員との不倫問題が大きく報じられ、この件について同日の記者会見で自分から「深く反省している」と謝罪した。また、海江田万里経産相からも厳重注意を受けた。その後、6月29日に原発事故の広報担当を更迭された。7月15日には大臣官房審議官（通商政策局担当）も外れ、官房付となった。同年9月30日には、原発事故発生後の3月から6月の間、勤務時間中に自室だった審議官室にて複数回にわたり30代の女性職員とのキスや、身体的接触を行うなどの不適切な行為があったとして停職1ヶ月の懲戒処分を受けた。停職処分の明けたあとの11月18日には経済産業省と環境省水・大気環境局との併任となり、環境省の福島除染推進チーム次長に就いた。参議院東日本大震災復興特別委員会にて吉田忠智が先の女性問題に触れ「こんな人物が除染を担当して福島の皆さんが信頼すると思いますか。不適切ではないか」と批判した。また、主に東京で勤務することが判明した。
2013年6月28日付で経済産業省を辞職した。2013年9月21日付で矢崎総業株式会社企画室主査に就任。同社監査部主査を経て、2015年6月21日付で矢崎ブラジル有限会社副社長に就任。
2011年11月15日、東京電力福島原子力発電所における事故調査・検証委員会（政府事故調）から聴取を受け、2014年11月12日、その記録が公開された。

## 発言

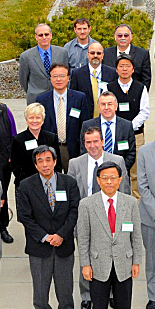
2012年、除染等に関する日米ワークショップにて日本の環境省やアメリカ合衆国のエネルギー省の職員らと

環太平洋戦略的経済連携協定
2011年1月28日、財団法人貿易研修センター主催の講演会で環太平洋戦略的経済連携協定(TPP)加盟を主張、「TPPは決して、農業を犠牲にして製造業、サービス業の繁栄を図るものではない。農業についてはこれまでと異なる発想で対策を考えていただく」との考えを述べた。
福島第一原子力発電所事故
2011年3月22日の記者会見において、原子力安全・保安院の検査官が福島第一原子力発電所事故発生後に約1週間、同原発を離れ福島県庁内の現地対策本部に移っていた理由について「安全性に問題があり、人間が暮らすには不便が多かった」「食料をどう運ぶかという問題もある。組織的な後方支援体制が取れなかった」「巨大なプラントなので、国が逐一見るのは不可能。現場にいなくても規制はできる」等と述べた。
東京電力が4月20日に3、4号機の近くで高放射線量の瓦礫を発見しすぐに保安院に報告したが、保安院がそれを4月23日まで公表しなかったことについて、「今後は、分かったことはすぐに公表したい」と述べた。また、核燃料が摂氏1000度以上の高温になったことを示すテルル132が事故翌日の3月12日に検出されていたことを保安院が6月3日になって公表したことに関し、当初の混乱で未公表になった、「隠す意図はなかったが、国民に示すという発想がなかった。反省したい」と釈明した。
日本の原子力行政
2011年3月23日のウォール・ストリート・ジャーナル日本版のインタビューにおいて、「津波の想定が甘かった」「いま本当に原発を一度全部止めてくれという話になったら、止めるのはいいが、電気は来ない、ということになる」「保安院と東京電力が癒着していたから今回の事態が起きてしまったということではまったくない」等と述べた。
4月9日の記者会見において、福島第1原発事故について、「多重防護、5重の壁など絶対大丈夫と言ってきたことについて、信じてやってきたが、こういう事態になった」と反省。さらに、「絶対安全の意味が変わってきた。今回の津波なども想定した上で、絶対安全を目指さないといけない時代が来たと思う」と話した。
日本人論的・差別的発言
2013年01月7日のニューヨーク・タイムズの除染についての記事によれば、「その方法が海外で有効だとしても、日本の土が違ったりしますし、それに、福島で外国人が歩き回ると、地元のおじいさんとおばあさんを怖がらせるかも知れません」（"Even if a method works overseas, the soil in Japan is different, for example ... And if we have foreigners roaming around Fukushima, they might scare the old grandmas and granddads there"）と述べた。

## 略歴
- 1975年 - 東京教育大学附属高等学校（現・筑波大学附属高等学校）卒業
- 1980年 - 東京大学法学部卒業。通商産業省入省
- 1984年 - ハーバード大学法科大学院修了
- 1997年 - 大臣官房報道室長
- 1998年 - ジェトロニューヨークセンター次長
- 2001年 - 経済産業省通商政策局米州課長
- 2003年 - 原子力安全・保安院企画調整課長
- 2006年 - 大臣官房総務課長
- 2007年 - 資源エネルギー庁電力・ガス事業部長
- 2009年7月 - 経済産業省大臣官房審議官（通商政策局担当）[40]
- 2011年3月13日 - この日より連日、原子力安全・保安院担当として東京電力福島第一原子力発電所事故についての記者会見に臨む
- 2011年7月15日 - 経済産業省大臣官房審議官（通商政策局担当）を解かれ官房付に
- 2011年11月18日 - 環境省水・大気環境局福島除染推進チーム次長（併任）
- 2013年6月28日 - 経済産業省を辞職
- 2013年9月21日 - 矢崎総業株式会社企画室主査[25]
- 2014年9月21日 - 矢崎総業 監査部主査[26]
- 2015年6月21日 - 矢崎ブラジル有限会社副社長[27]
- 2020年6月21日 - 矢崎総業 経営企画室 主査
- 2022年 - 大和エナジー・インフラ シニアアドバイザー